# Apache: Air Assault
Apache: Air Assault est un simulateur de vol de combat développé par Gaijin Entertainment et édité par Activision en novembre 2010 sur PlayStation 3, Xbox 360 et Windows. Il s'agit d'une simulation d'hélicoptères de combat.

## Système de jeu
Apache: Air Assault est une simulation d'hélicoptères de combat proposant un mode Arcade en sus du mode Simulation. Le titre propose de combattre dans le ciel du Moyen-Orient, au-dessus de la jungle sud-américaine et à proximité des côtes africaines à travers 16 missions. Le jeu offre également des modes compétitifs à pratiquer en multijoueur.

## Accueil
- Gameblog : 6/10 (Xbox 360)[1]
- Gamekult : 6/10[2]
- Jeuxvideo.com : 15/20[3]